# Primul jurnal liber
Primul jurnal liber este un film românesc din 1989 regizat de .